# Melina

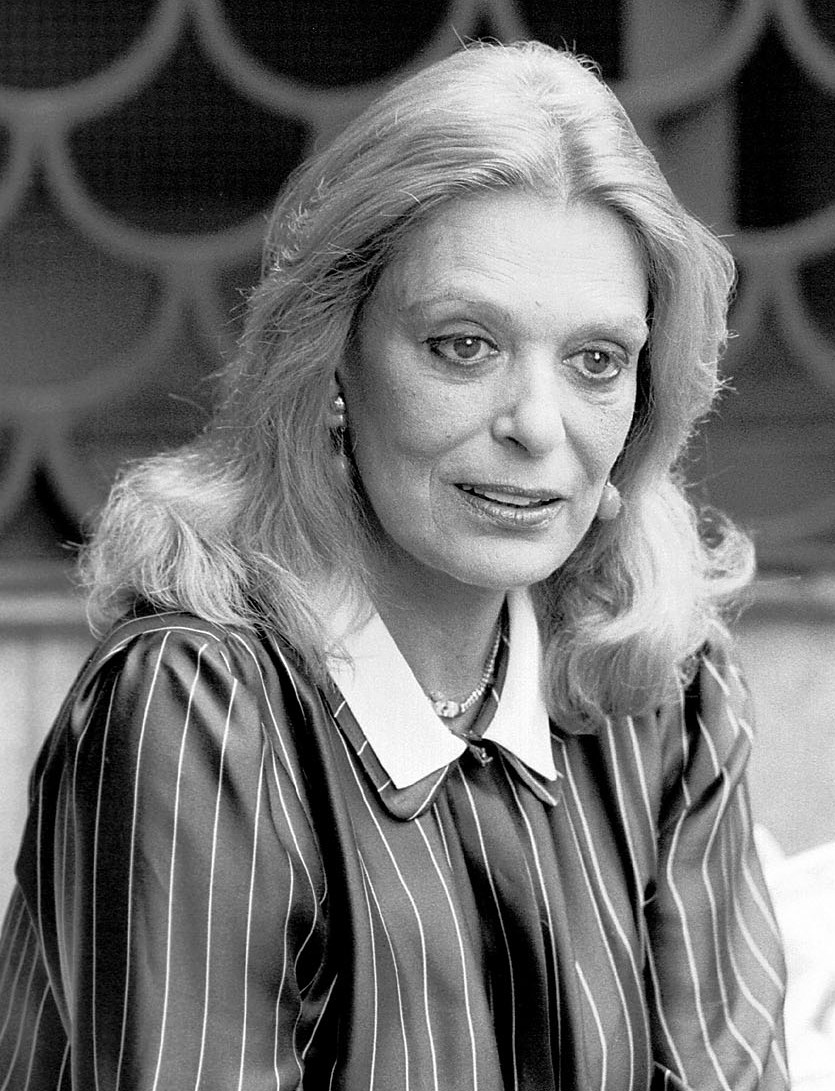
Melina Mercouri, 1982.

Melina är ett kvinnonamn av grekiskt ursprung. Under delar av 1990-talet fanns det med bland de 125 vanligaste namnen på små flickor i Sverige. Namnet Melina betyder 'sötare än honung' och tros komma från det grekiska ordet "meli", som betyder 'honung'. På italienska betyder Melina 'litet äpple', från det italienska ordet "mela", som betyder 'äpple'.
I den finlandssvenska namnsdagslängden har Melina namnsdag 5 maj sedan 2015.
Några kända namnbärare är:
- Melina Marchetta – australisk författare
- Melina Mercouri – grekisk sångerska, skådespelerska och politiker